# Matoller de Knysna
El matoller de Knysna (Bradypterus sylvaticus) és una espècie d'ocell de la família dels locustèl·lids (Locustellidae). Es troba a la regió costera de Sud-àfrica. Habita els matollars secs tropicals i subtropicals i els boscos tropicals i subtropicals de frondoses humitsde l'estatge montà. Està amenaçat per la fragmentació i pèrdua d'hàbitat. El seu estat de conservació es considera vulnerable.